# Santi Torres
Santiago Agustín Torres Hernández (Arrecife, Lanzarote, 10 de junio de 1976), conocido futbolísticamente como Santi Torres, es un exfutbolista y actualmente entrenador español. Como futbolista desarrolló su carrera principalmente en equipos de la Segunda B española.
Está titulado como Técnico Deportivo Superior de Fútbol (Entrenador Nacional), título que le acredita la adquisición de las competencias profesionales suficientes para ejercer su actividad en el ámbito de la enseñanza y del entrenamiento de futbolistas y la dirección de deportistas y equipos de alto nivel.

## Trayectoria como jugador
Se formó en la cantera de la UD Lanzarote, solía ocupar tanto el centro de la defensa, posición más habitual, como los laterales. Debutó en la UD Lanzarote en la temporada 1994-1995 donde consiguió el ascenso de Regional Preferente a la Tercera División.
Disputó un total de 185 partidos con la UD Lanzarote, cifra que le posiciona como el quinto jugador que más veces ha defendido esos colores, siendo el capitán del equipo varias temporadas.
Su carrera futbolística siempre se ha desarrollado en las Islas Canarias y principalmente en su Lanzarote natal.

## Trayectoria como entrenador
CD Unión Sur Yaiza
Como entrenador comenzó en 2007, en las categorías inferiores del CD Unión Sur Yaiza, compaginando sus labores de entrenador y jugador.
En la temporada 2019-2020 vuelve al CD Unión Sur Yaiza, en esta ocasión para hacerse cargo del primer equipo en la categoría Regional Preferente.
UD Lanzarote
Fue entrenador y coordinador deportivo de las categorías base del UD Lanzarote. En la temporada 2011-2012 firmó como segundo entrenador del primer equipo en tercera división, acompañando a Fabián Rivero en el banquillo.
CD Tahiche
En la temporada 2016-2017 llegó al CD Tahiche, donde se hizo cargo del equipo Juvenil B, consiguiendo hacerlo campeón de copa.
San Bartolomé CF
En la temporada 2017-2018, el San Bartolomé CF se hizo con sus servicios, para dirigir a su equipo juvenil, consiguiendo hacer al equipo campeón de liga, y llegar hasta la final por el ascenso a división de honor juvenil.
En la temporada 2018-2019, continuando en el equipo juvenil, consigue volver a disputar la fase de ascenso, siendo derrotados en esta ocasión en semifinales.

## Clubes
Como jugador
| Temporada | Club                    | Categoría           | País   | Logros                                 |
| --------- | ----------------------- | ------------------- | ------ | -------------------------------------- |
| 1994-1995 | UD Lanzarote            | Regional Preferente | España | Ascenso a Tercera División             |
| 1995-1996 | UD Lanzarote            | Tercera             | España |                                        |
| 1996-1997 | UD Lanzarote            | Tercera             | España |                                        |
| 1997-1998 | UD Lanzarote            | Tercera             | España | Liguilla ascenso Segunda B             |
| 1998-1999 | UD Lanzarote            | Tercera             | España | Ascenso Segunda B                      |
| 1999-2000 | UD Lanzarote            | Segunda B           | España |                                        |
| 2000-2001 | UD Lanzarote            | Tercera             | España | Ascenso Segunda B                      |
| 2001-2002 | UD Lanzarote            | Segunda B           | España |                                        |
| 2002-2003 | UD Lanzarote            | Segunda B           | España | Liguilla de ascenso a Segunda División |
| 2003-2004 | UD Lanzarote            | Segunda B           | España | Liguilla de ascenso a Segunda División |
| 2004-2005 | AD Laguna               | Tercera             | España |                                        |
| 2005-2006 | CD Orientación Marítima | Tercera             | España | Ascenso Segunda B                      |
| 2006-2007 | CD Orientación Marítima | Segunda B           | España |                                        |
| 2007-2008 | CD Unión Sur Yaiza      | Regional Preferente | España |                                        |
| 2008-2009 | CD Unión Sur Yaiza      | Regional Preferente | España |                                        |
| 2009-2010 | UD Lanzarote            | Segunda B           | España |                                        |

Como entrenador
| Club                          | Categoría           | País   | Temporada | PJ | PG | PE | PP | GF  | GC | Logros                           |
| ----------------------------- | ------------------- | ------ | --------- | -- | -- | -- | -- | --- | -- | -------------------------------- |
| UD Lanzarote (2.º Entrenador) | Tercera             | España | 2011-2012 | 38 | 20 | 9  | 9  | 50  | 34 |                                  |
| CD Tahiche B                  | Juvenil Preferente  | España | 2016-2017 | 28 | 16 | 8  | 4  | 65  | 30 | Campeón de Copa juvenil          |
| San Bartolomé CF              | Juvenil Preferente  | España | 2017-2018 | 30 | 25 | 4  | 1  | 133 | 17 | Fase Ascenso a División de Honor |
| San Bartolomé CF              | Juvenil Prefetente  | España | 2018-2019 | 30 | 25 | 2  | 3  | 98  | 28 | Fase Ascenso a División de Honor |
| Unión Sur Yaiza               | Regional Preferente | España | 2019-2020 |    |    |    |    |     |    |                                  |